# Pisalo
Pisálo je pripomoček, s katerim označujemo, pišemo, pa tudi rišemo. Pisalo ima konico, ki pušča barvo, ko z njim povlečemo po nekem predmetu. Fluoroscentna pisala dajejo vtis izjemno močne svetlobe.
Poznamo več vrst pisal:
- svinčniki,
- kemični svinčniki (kuliji),
- mehanski svinčniki
- vesoljsko pisalo
- nalivna peresa, ...

Risala:
- barvice
- ravnila
- svinčniki ...